# Губа (город)
Губа́ (также Куба́; азерб. Quba, лезг. Къуба) — город в Азербайджане, в 168 км к северо-западу от Баку, административный центр Губинского района. Располагается на северо-восточных склонах горы Шахдаг, на высоте 600 м над уровнем моря, на правом берегу реки Кудиал-чай в 28 км к юго-западу от железнодорожной станции Хачмаз.

## История

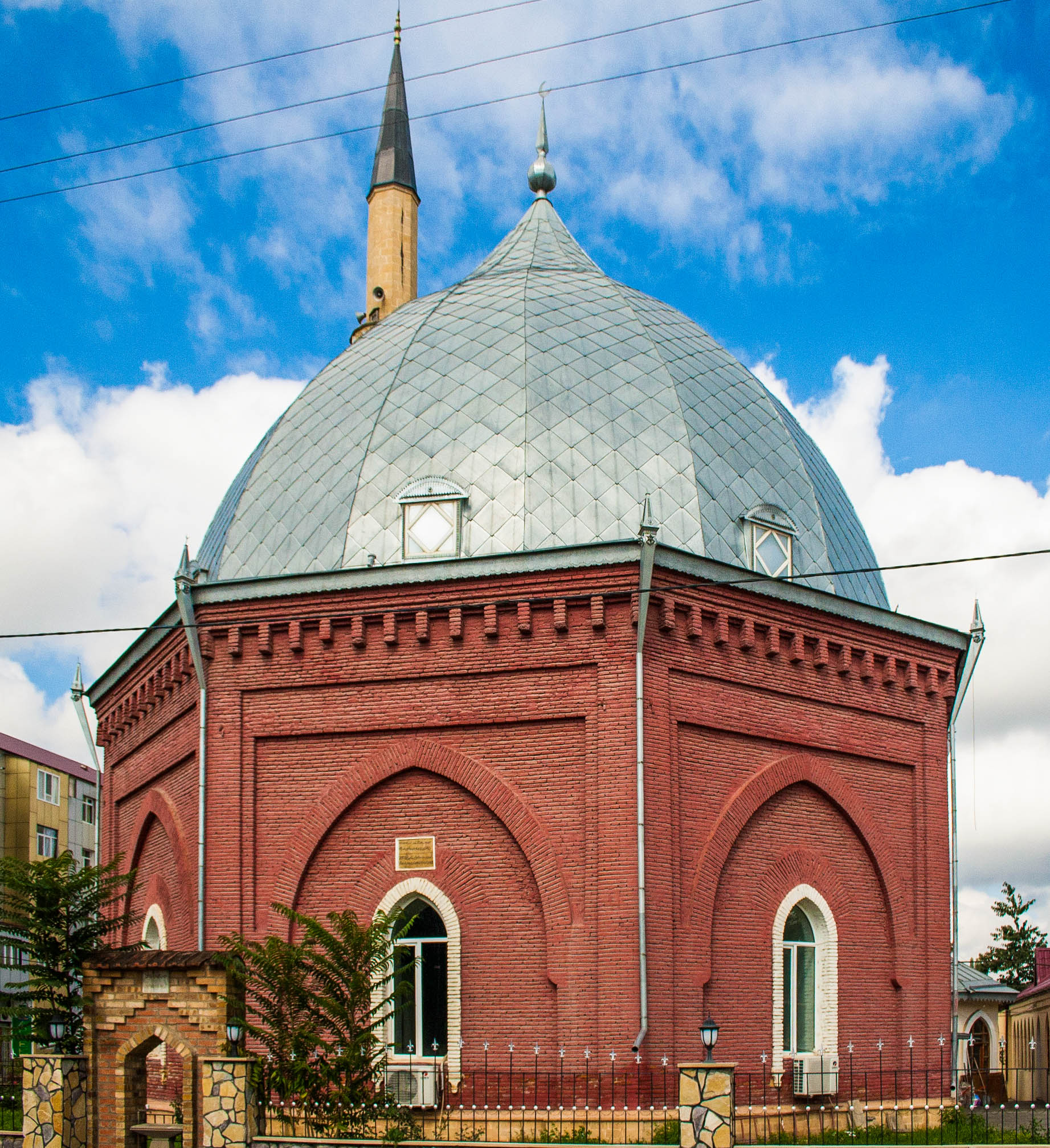
Джума-мечеть, XIX век

### Происхождение названия
Советско-азербайджанский историк С. Ашурбейли отмечала: «Мы полагаем, что название Куба относится к числу одноименных топонимов, перенесенных в VII в. арабскими племенами, выходцами из города Куба, близ Медины, во время завоевания Азербайджана и Дагестана халифатом. Большой ареал распространения этого названия на территории, завоеванной Арабским халифатом, подтверждает это предположение, как и следующее сообщение Зайн ал-'Абидина Ширвани (XIX в.), описавшего город Кубу: „...В древности одно из арабских племен переселилось в Кубу и там обосновалось“. Арабы, поселившись в Фируз-Кубаде, услышав название, созвучное с именем города близ арабской Медины, стали называть его знакомым именем Куба, также как и Маскат».

### Ранняя история
Предположительно на месте современного города находился античный город Кавказской Албании Хобота. Древнегреческий географ Птолемей среди 29 городов и сёл Кавказской Албании называл и Хоботу (др.-греч. Χοβωτα).
Губа упоминается в работах различных европейских географов, в древних арабских источниках. Город, построенный сасанидским правителем Ануширваном, назывался «Фируз Кубат» (возможно в честь отца Ануширвана, Кубада). В «Алфавитном перечне стран» мусульманского учёного и географа Якута аль-Хамави Губа также упоминалась как Фируз-Кубад.
В исторических источниках приводятся сведения о расселении на месте нынешнего города Губа савиров и хазар.
В середине XVIII века, переместив свою резиденцию из Худата, Хусейн Али стал ханом Губы и возвёл крепостные стены вокруг всего города. Положение Губинского ханства усилилось во время правления Фатали-хана (1758—1789), сына Хусейна Али Хана.
Тем не менее, Губинское ханство, как и другие азербайджанские ханства, было занято царской Россией в начале XIX века и официально присоединено к Российской империи в соответствии с соглашением 1813 года. После реабилитации в 1840 году Губа была включена в Дербентскую губернию, а затем в 1860 году в Бакинскую губернию. В 1837 году Кубинская провинция стала центром крестьянского восстания против действий колониальной администрации. По состоянию на 1861 год из религиозных учреждений имелись: восемь синагог; три мечети (одна суннитская и две шиитские); одна русская православная церковь во имя Успения Богородицы (основана в 1828 году); одна армянская церковь (1845).
Согласно «Русской энциклопедии», изданной в 1914 году, Губа являлась уездным городом Бакинской губернии с населением 25 568 человек, главным образом азербайджанцев. В городе были развиты садоводство, шелководство, выделка ковров.
В различные времена Губу посещали Александр Дюма, русский востоковед Березин, писатель Бестужев-Марлинский, норвежский учёный и путешественник Тур Хейердал.

### События в начале XX века

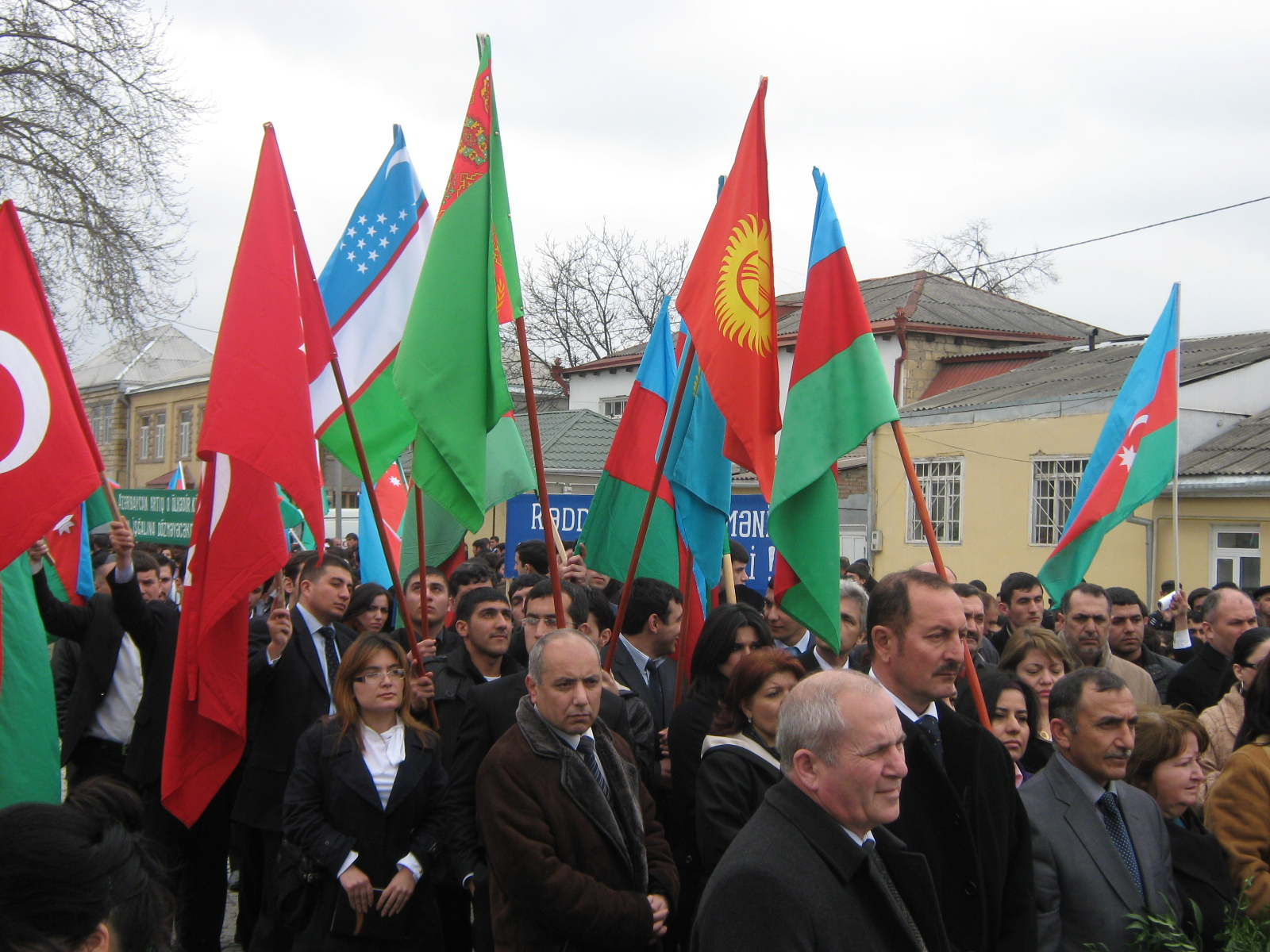
Акция протеста в городе Губа посвящённая антимусульманским погромам в 1918 году, в которых активную роль сыграли вооружённые отряды армянской партии «Дашнакцутюн»

Памятник жертвам «мартовских событий»

Весной 1918 года во время мартовских событий в Бакинской губернии Губа и окружающие её окрестные сёла региона подверглись нападениям армянских дашнакских формирований.

## География

### Климат
Климат Губы — умеренно континентальный, несколько теплее, чем в соседнем Гусаре из-за меньшей высоты над уровнем моря, однако заметно прохладнее, чем в дельте реки Самур. Зима мягкая, с неустойчивым снежным покровом, лето умеренно-жаркое.
| Показатель                    | Янв.  | Фев.  | Март | Апр.  | Май  | Июнь | Июль | Авг. | Сен. | Окт.  | Нояб. | Дек.  | Год  |
| ----------------------------- | ----- | ----- | ---- | ----- | ---- | ---- | ---- | ---- | ---- | ----- | ----- | ----- | ---- |
| Абсолютный максимум, °C       | +13,2 | +13,7 | +20  | +28,5 | +33  | +37  | +41  | +40  | +36  | +29,8 | +23   | +18   | +41  |
| Средний суточный максимум, °C | 3,8   | 3,2   | 7,2  | 15,1  | 19,4 | 24,2 | 27,8 | 27,1 | 22,2 | 15,7  | 10,8  | 5,9   | 15,1 |
| Средняя температура, °C       | −1,2  | −1,7  | 3,6  | 10,3  | 15,1 | 19,9 | 23,5 | 22,6 | 17,5 | 11,5  | 6,6   | 1,9   | 10,6 |
| Средний суточный минимум, °C  | −5,5  | −5,9  | −0,4 | 5,6   | 10,3 | 14,7 | 17,4 | 16,8 | 12,9 | 7,3   | 2,7   | −3,2  | 6,6  |
| Абсолютный минимум, °C        | −29   | −29   | −21  | −10,8 | −4   | +3   | +6   | +4   | −0,2 | −7,3  | −14,2 | −23,1 | −29  |
| Норма осадков, мм             | 30    | 33    | 40   | 50    | 54   | 36   | 31   | 31   | 50   | 62    | 44    | 37    | 498  |
| Источник:                     |       |       |      |       |      |      |      |      |      |       |       |       |      |

## Население

Рейхан Топчибашева

В книге «Quba tarixi» приводятся имена уроженцев города: азербайджанские и советские государственные деятели — Джамо-бек и Мехти-бек Гаджинские, Мир Джафар Багиров, Кюбра Фараджева, Мамедрафи Мамедов, также деятели культуры, науки — Сакина Ахундзаде, Рейхан Топчибашева, Роза Джалилова, Фатьма Мехралиева, Евгения Оленская, Айдын Карадаглы, Алигейдар Оруджев, Шахин Фазиль, Тофик Ахмедов, Лейла Мамедбекова, Рейхан Муслимова, Абульгасан Анаплы (Мамедов) и другие.
Уроженцем города является правитель Кубинского ханства — Фатали-хан Кубинский.
Виллем Флор отмечает, что в городе Куба на берегах реки Кудиалчай, делящей город надвое, жили азербайджанцы-шииты и евреи.
А. К. Бакиханов в «Гюлистан-и Ирам», написанной в 1841 году, и И. Березин указывали, что в городе Куба говорят на тюрки (азербайджанском).
По сведениям XIX века, Куба наряду с Шушой, Шемахой, Ереваном, Дербентом, являлась местом, где преобладало шиитское население.

Русский историк Николай Дубровин в 1871 году так описывал, отмечаемый в городе с давних времён, траурный день Ашура:
В Кубе и Шуше это исполняется несколько иначе. В Кубе, посреди улицы, во главе каждой партии, старики и пожилые шииты, рыдая, несут на своих плечах и головах носилки, на которых положена одежда Алия, а возле нее посажен живой ворон, изображающий собою того ворона, который, по преданию, слетел на остатки Алия, но не дотронулся до них. За носилками несут тяжеловесный и больших размеров тах-тараван — крытые носилки. Он раззолочен и украшен разноцветною фольгою, парчою, бархатом, мишурою, зеркалами и унизан червонцами, которых иногда бывает на паланкине тысячи на четыре. В тах-тараване сидит девочка в одном отделении, и два мальчика в другом Девочка, рыдая, рвет на себе волосы, а мальчики, в чалме и плаще, какой носят муллы, читают коран. Перед паланкином идет толпа, повторяющая слова одного грамотея, читающего какой-то исписанный лоскут бумаги, а позади его молодой шиит ведет под уздцы богато убранного коня, на котором лежит кто-то, не шевелясь, в продолжение всей церемонии. Лежащий изображает собою одного из убитых родственников Гуссейна…
Согласно сведениям «Кавказского календаря», на 1857 год в городе Куба насчитывалось 3086 (553 дома) мусульман-шиитов (в том числе 28 членов ханской фамилии, 60 сеидов и 167 беков), 1157 (195 домов) мусульман-суннитов (в том числе 64 бека), 3011 (607 домов) евреев, 43 армян (7 домов) и 17 русских (3 дома).
Жители-мусульмане отличались ревностным отношением к исламу. Исполняли все религиозные предписания, держали пост в течение 30 дней и так далее. В 1874 году отмечалось 40 горожан с титулом «Хаджи», один из губинцев по имени Хаджи Мирза 17 раз совершал паломничество. Также в городе было много жителей, носивших титулы «Кербалаи» и «Мешади». Не имевшие возможность совершить «хадж» стремились попасть в Кербелу и Мешхед. По данным на 1850 год, только среди обездоленной части населения насчитывалось 30 «Кербалаи» и больше 40 «Мешеди».

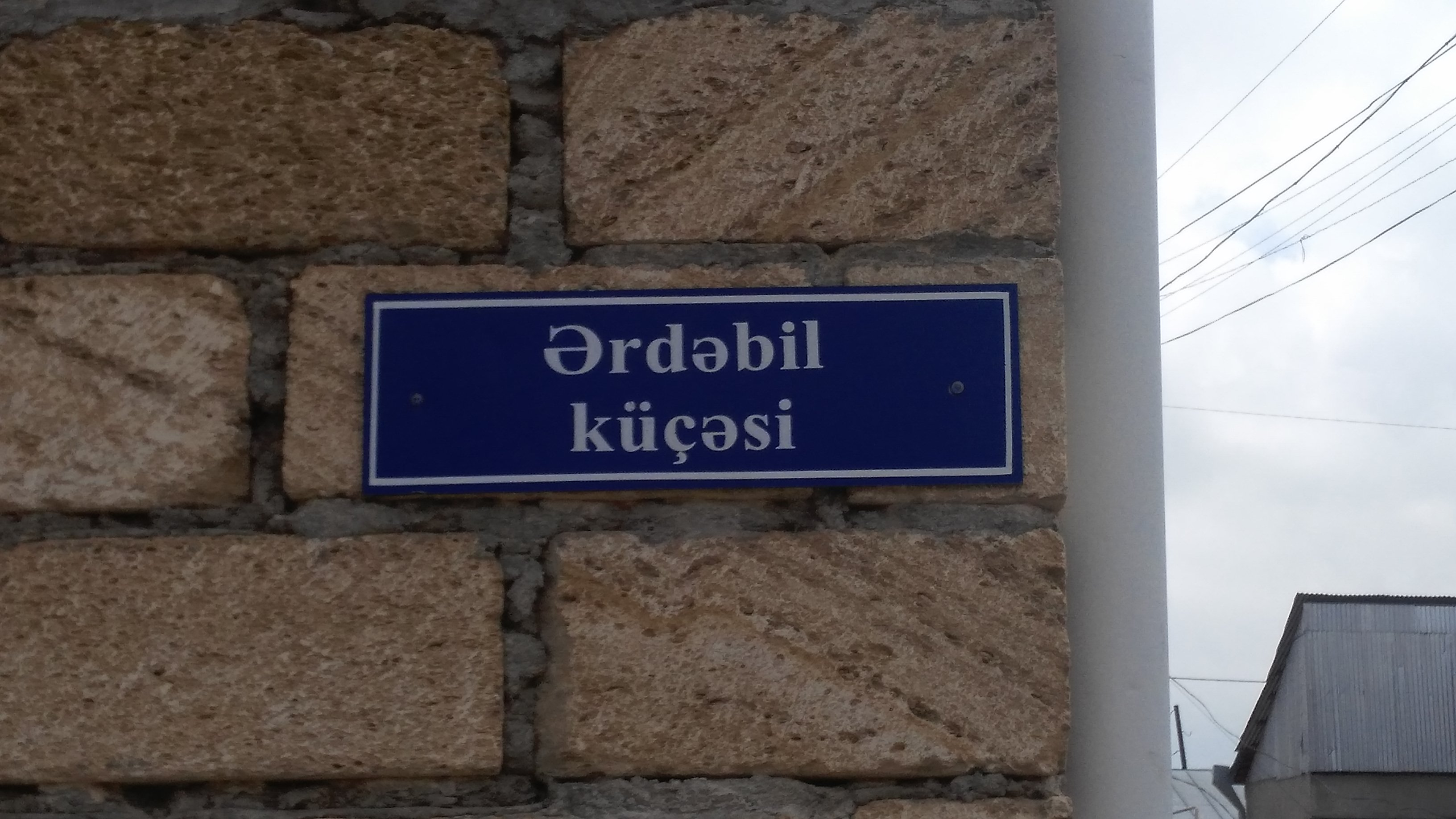
Ардебильская улица в городе Губа (Азербайджанская Республика)

Большая часть шиитов Губы была сосредоточена в квартале «Ардебиль». Распространение шиизма в городе относится ко временам Шаха Исмаила Сефеви и Надир-шаха. И в настоящее время большинство местных шиитов обозначают себя выходцами из города Ардебиль. В их лексиконе, одежде, кухне, обычаях и характере превалируют южные элементы. Одноимённый квартал и мечеть являются свидетельством связи Губы и Ардебиля.
Согласно «Географическо-статистическому словарю Российской империи», по состоянию на 1861 год в городе проживали 11133 человека, большинство из которых были мусульманами, а из остальных насчитывалось евреев — 4403 человека, последователей русской церкви — 302 человека, армянской — 63, католиков — 30. По результатам первой всеобщей переписи населения Российской империи 1897 года в Кубе проживали 15 363 человека.
По данным Энциклопедического словаря Брокгауза и Ефрона, издававшегося в конце XIX — начале XX веков, в городе насчитывалось 16 138 жителей.
Город делился на четыре больших махалля: «Байыр шехер», «Орта гапы», «Месчид габагы» и «Ардебиль».
По данным «Кавказского календаря», в 1908 году в городе проживало 24 361 человек, а к 1916 году — 26 956 человек.
В 1920-х годах XX века население состояло наполовину из тюрок (азербайджанцев) и горских евреев.
С конца 1940-х годов здесь были размещены десятки семей политических беженцев из Южного Азербайджана (Иран). Основной комитет Демократической партии Азербайджана располагался в городе Губа.
По переписи 1959 года в Губе проживало 15 947 человек. По переписи 1979 года, население города составляло 19 437 человек, а в 1989 году достигло 20 791 человека.
В городе Губа также проживают 1672 вынужденных переселенцев и беженцев.
Пригород Красная Слобода — крупнейшее в Азербайджане поселение горских евреев.
Исторически население города Губа состояло преимущественно из азербайджанцев.

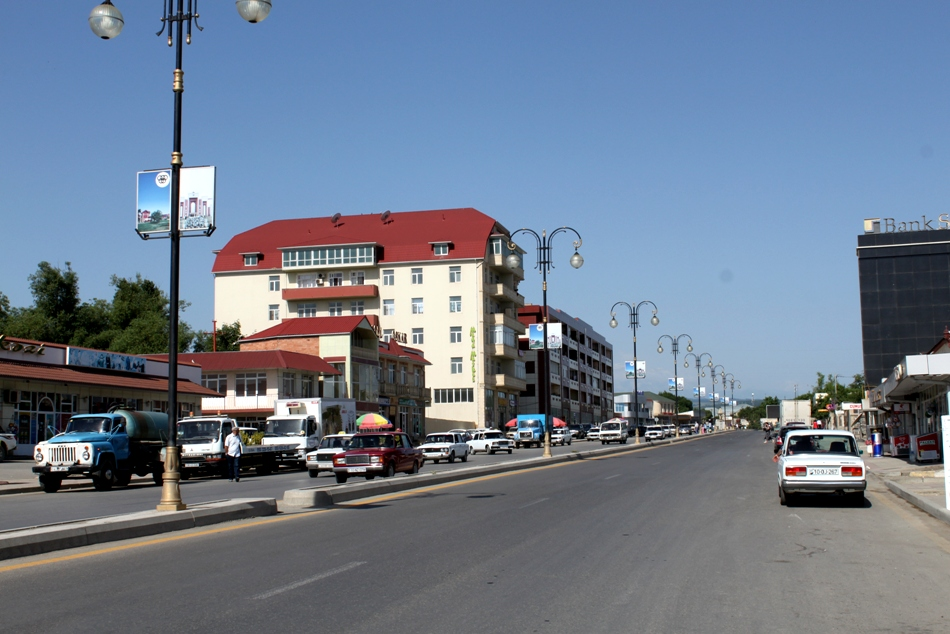
Центральная улица Губы

| Этнический состав Губы по царским и советским данным | Этнический состав Губы по царским и советским данным | Этнический состав Губы по царским и советским данным | Этнический состав Губы по царским и советским данным | Этнический состав Губы по царским и советским данным | Этнический состав Губы по царским и советским данным | Этнический состав Губы по царским и советским данным | Этнический состав Губы по царским и советским данным | Этнический состав Губы по царским и советским данным | Этнический состав Губы по царским и советским данным | Этнический состав Губы по царским и советским данным | Этнический состав Губы по царским и советским данным | Этнический состав Губы по царским и советским данным | Этнический состав Губы по царским и советским данным | Этнический состав Губы по царским и советским данным | Этнический состав Губы по царским и советским данным | Этнический состав Губы по царским и советским данным |
| Этнические группы                                    | 1873 г.                                              | 1873 г.                                              | 1886 г.                                              | 1886 г.                                              | 1897 г.                                              | 1897 г.                                              | 1926 г.                                              | 1926 г.                                              | 1939 г.                                              | 1939 г.                                              | 1959 г.                                              | 1959 г.                                              | 1970 г.                                              | 1970 г.                                              | 1979 г.                                              | 1979 г.                                              |
| Этнические группы                                    | числ.                                                | %                                                    | числ.                                                | %                                                    | числ.                                                | %                                                    | числ.                                                | %                                                    | числ.                                                | %                                                    | числ.                                                | %                                                    | числ.                                                | %                                                    | числ.                                                | %                                                    |
| ---------------------------------------------------- | ---------------------------------------------------- | ---------------------------------------------------- | ---------------------------------------------------- | ---------------------------------------------------- | ---------------------------------------------------- | ---------------------------------------------------- | ---------------------------------------------------- | ---------------------------------------------------- | ---------------------------------------------------- | ---------------------------------------------------- | ---------------------------------------------------- | ---------------------------------------------------- | ---------------------------------------------------- | ---------------------------------------------------- | ---------------------------------------------------- | ---------------------------------------------------- |
| азербайджанцы                                        | 5 900                                                | 52.9%                                                | 6 486                                                | 46.6%                                                | 7 134                                                | 46.4%                                                | 6 168                                                | 45.3%                                                | 7 839                                                | 65.4%                                                | 12 545                                               | 57.0%                                                | 15 436                                               | 81.8%                                                | 16 444                                               | 85.5%                                                |
| лезгины                                              |                                                      |                                                      |                                                      |                                                      | 264                                                  | 1.7%                                                 | 84                                                   | 0.6%                                                 | 842                                                  | 7.0%                                                 | 1 565                                                | 7.1%                                                 | 1 640                                                | 8.7%                                                 | 1 957                                                | 10.2%                                                |
| русские                                              | 141                                                  | 1.2%                                                 | 291                                                  | 2.1%                                                 | 441                                                  | 2.9%                                                 | 697                                                  | 5.1%                                                 | 2 349                                                | 19.6%                                                | 1 686                                                | 7.7%                                                 | 1 442                                                | 7.6%                                                 | 593                                                  | 3.1%                                                 |
| украинцы                                             |                                                      |                                                      |                                                      |                                                      |                                                      |                                                      | 134                                                  | 1.0%                                                 | 125                                                  | 1.0%                                                 |                                                      |                                                      | 1 442                                                | 7.6%                                                 | 593                                                  | 3.1%                                                 |
| армяне                                               |                                                      |                                                      | 833                                                  | 6.0%                                                 | 807                                                  | 5.3%                                                 | 48                                                   | 0.4%                                                 | 142                                                  | 1.2%                                                 | 101                                                  | 0.5%                                                 | 80                                                   | 0.4%                                                 | 91                                                   | 0.5%                                                 |
| евреи                                                | 5 127                                                | 45.3%                                                | 6 287                                                | 45.2%                                                | 6 212                                                | 40.4%                                                | 6 285                                                | 46.2%                                                | 105                                                  | 0.9%                                                 | 146                                                  | 0.7%                                                 | 71                                                   | 0.4%                                                 | 60                                                   | 0.3%                                                 |
| татары                                               |                                                      |                                                      |                                                      |                                                      |                                                      |                                                      |                                                      |                                                      |                                                      |                                                      |                                                      |                                                      | 60                                                   | 0.3%                                                 | 35                                                   | 0.2%                                                 |
| грузины                                              |                                                      |                                                      | 10                                                   | 0.1%                                                 | 26                                                   | 0.2%                                                 | 9                                                    | 0.1%                                                 | 15                                                   | 0.1%                                                 | 14                                                   | 0.1%                                                 | 9                                                    | 0.0%                                                 | 3                                                    | 0.0%                                                 |
| аварцы                                               |                                                      |                                                      |                                                      |                                                      | 52                                                   | 0.3%                                                 |                                                      |                                                      | 1                                                    | 0.0%                                                 |                                                      |                                                      |                                                      |                                                      | 1                                                    | 0.0%                                                 |
| курды                                                |                                                      |                                                      |                                                      |                                                      |                                                      |                                                      |                                                      |                                                      |                                                      |                                                      |                                                      |                                                      |                                                      |                                                      | 1                                                    | 0.0%                                                 |
| таты                                                 |                                                      |                                                      |                                                      |                                                      |                                                      |                                                      | 1                                                    | 0.0%                                                 |                                                      |                                                      | 30                                                   | 0.1%                                                 | 6                                                    | 0.0%                                                 |                                                      |                                                      |
| немцы                                                |                                                      |                                                      | 4                                                    | 0.0%                                                 | 9                                                    | 0.1%                                                 | 13                                                   | 0.1%                                                 | 39                                                   | 0.3%                                                 |                                                      |                                                      |                                                      |                                                      |                                                      |                                                      |
| персы                                                |                                                      |                                                      |                                                      |                                                      | 151                                                  | 1.0%                                                 | 16                                                   | 0.1%                                                 |                                                      |                                                      |                                                      |                                                      |                                                      |                                                      |                                                      |                                                      |
| шахдагцы                                             |                                                      |                                                      |                                                      |                                                      | 43                                                   | 0.3%                                                 |                                                      |                                                      |                                                      |                                                      |                                                      |                                                      |                                                      |                                                      |                                                      |                                                      |
| поляки                                               |                                                      |                                                      | 6                                                    | 0.0%                                                 |                                                      |                                                      |                                                      |                                                      |                                                      |                                                      |                                                      |                                                      |                                                      |                                                      |                                                      |                                                      |
| прочие                                               | 62                                                   | 0.5%                                                 |                                                      |                                                      | 267                                                  | 1.7%                                                 | 158                                                  | 1.2%                                                 | 529                                                  | 4.4%                                                 | 5 916                                                | 26.9%                                                | 127                                                  | 0.7%                                                 | 52                                                   | 0.3%                                                 |
| итого                                                | 11 324                                               | 100%                                                 | 13 917                                               | 100%                                                 | 15 363                                               | 100%                                                 | 13 613                                               | 100%                                                 | 11 986                                               | 100%                                                 | 22 003                                               | 100%                                                 | 18 871                                               | 100%                                                 | 19 237                                               | 100%                                                 |

## Экономика
В прошлом, ввиду расположения в изобиловавшем лесами регионе, Губа являлся одним из центров художественной обработки дерева.
В 1891 году доходы Кубы составили 14 923 рубля, расходы — 13 862 рубля.
В период Азербайджанской ССР в Кубе были построены ГЭС, плодоовощеконсервный завод и завод микроэлектродвигателей. Действовал научно-исследовательский институт садоводства, виноградарства и субтропических культур.
Город Губа — известный центр ковроткачества. Здесь расположено ковроткацкое предприятие «Qədim Quba Xalçaçılıq». Ковёр «Голу Чичи», сотканный здесь в 1712 году, выставлен в музее Метрополитен в Нью-Йорке.
Город является центром садоводства района.
В  2023 году город Губа на год был избран сельскохозяйственной столицей Организации тюркских государств (ОТГ).

## Спорт
20—21 июля 2024 года город принял 16-й этап женской мировой серии по баскетболу 3х3.
22 декабря 2024 года в городе состоится впервые в Азербайджане марафон на полную дистанцию (42 км 195 м) «Кубок Президента».

## Культура и искусство
В Губе находится филиал Азербайджанского университета искусств. Имеется историко-краеведческий музей.
Известны азербайджанская народная песня «Qubanın ağ alması» (Белое яблоко Губы) и одноимённое стихотворение азербайджанского поэта Ислама Сафарли, песни «Gözəl Quba» (Прекрасная Губа) на музыку Саида Рустамова, стихи Мирмехти Сеидзаде и «Qubalı Qız» (Губинская девушка) на музыку Ибрагима Топчибашева. Также в репертуаре азербайджанских ашугов присутствует ашугский напев «Quba Kərəmi» (Губа Кереми). Ашуги Губы относятся к ширванской ашугской школе.
На свадьбах и праздничных мероприятиях исполняются такие азербайджанские мелодии, как «Джанги», «Терекеме», «Хейвагюлю», «Узундере», «Шахсевени», «Новрузу» и другие. В исполнении ханенде и в обыденной жизни звучат народные песни «Губанын аг алмасы», «Күчәләрә су сәпмишәм», «Аман овчу», «Ай бери бах», «Гарагиля» и другие.

### Театр
В 1940 году в Губе был основан колхозно-совхозный театр. В 1946 году он получил статус государственного драматического с присвоением ему имени А. Бакиханова. Актёрами театра являлись: Джалил-бек Багдадбеков, Юсиф Юлдуз, Сиявуш Аслан, Меджнун Гаджибеков, Офелия Аслан и другие. Приглашёнными режиссёрами спектаклей были Тофик Кязимов и Агали Дадашов.

## Достопримечательности

### Олимпийский Комплекс в Губе
Олимпийский комплекс, расположенный в 120 км от Баку, был введён в эксплуатацию 11 октября 2003 года. Площадь данного рекреационного и спортивного центра 16 гектаров. Есть условия для развития футбола, мини-футбола, баскетбола и волейбола.
На территории комплекса находятся двухэтажные коттеджи, просторные апартаменты, а также конференц-зал вместимостью 200 человек.
Самый большой из 5 залов в этом комплексе рассчитан на 2000 зрителей. Один из двух небольших тренировочных залов оборудован тренажёрами, а другой — боксёрским рингом. Борцы могут использовать вспомогательный зал.
Футбольное поле, вмещающее 5100 зрителей, оснащено всеми удобствами, отвечающими требованиям этого вида спорта. 50-метровый бассейн подходит как для тренировок, так и для соревнований. Есть три трибуны, вмещающие 1010 человек.

### Джума-мечеть
Джума-мечеть была построена в 1802 году из красного кирпича. Она также называется «Джама». Эта мечеть была воздвигнута в стиле, характерном для типичных мечетей в Кубинской провинции. Кирпич для мечети был изготовлен в деревне Игрыг. По внешнему виду мечеть напоминает огранённый цилиндр и имеет форму восьмиугольника. Внутри мечети есть большой зал, увенчанный огромным куполом диаметром 16 м.

### Мечеть Сакина ханум
Мечеть Сакина ханум была построена в 1854 году вдовой Аббаскули Бакиханова в память о её покойном муже. Мечеть  построена из красного кирпича и похожа на гранёный цилиндр. Каждая грань имеет окно в виде полукруглой арки. Верх фасада окружён оригинальными карнизами из небольших кирпичей. Сверху это величественное здание увенчано большим белым металлическим куполом в форме многогранного шлема. Верх купола украшен изящным тонким шипом.

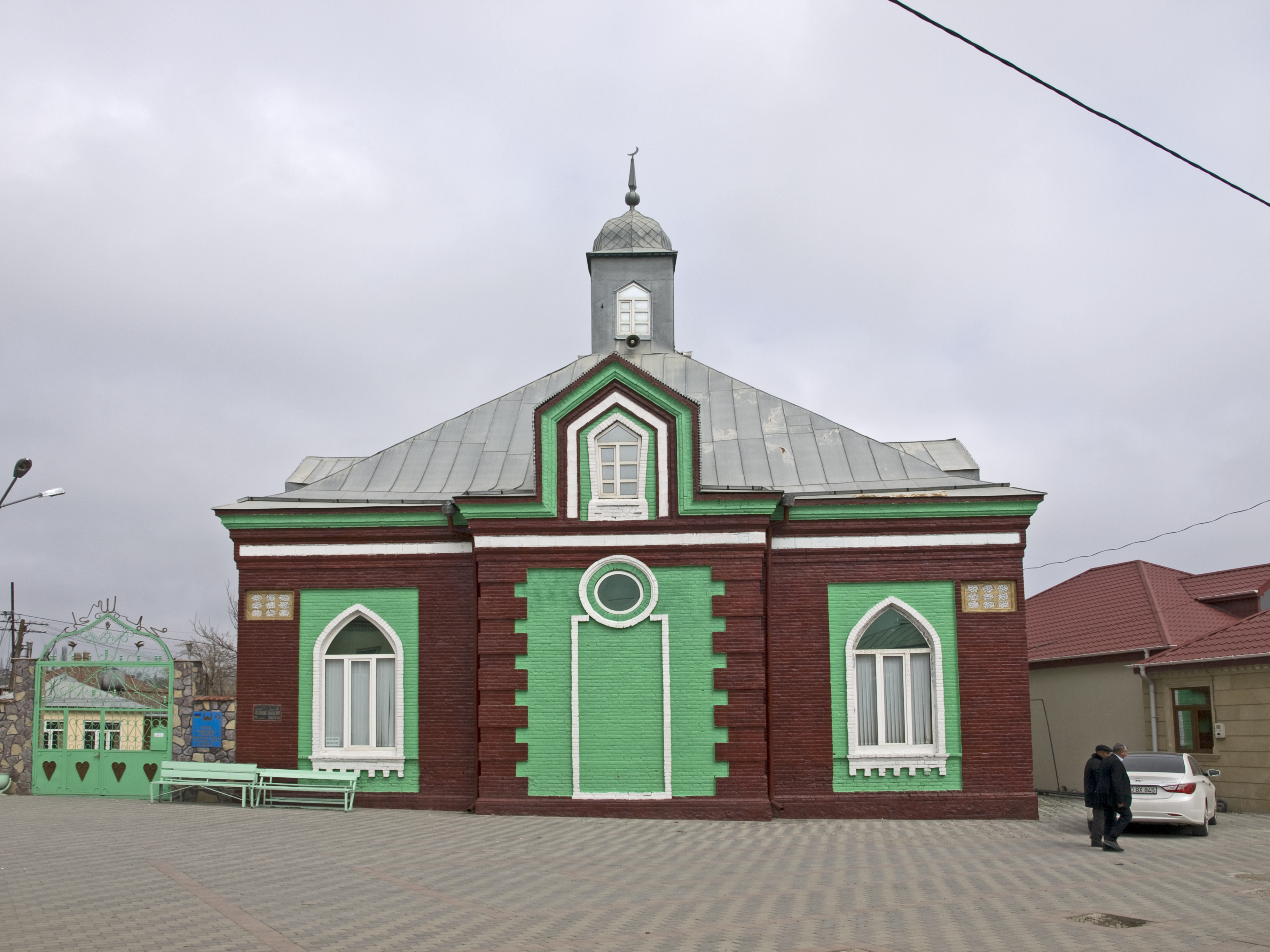
Мечеть Ардебиль

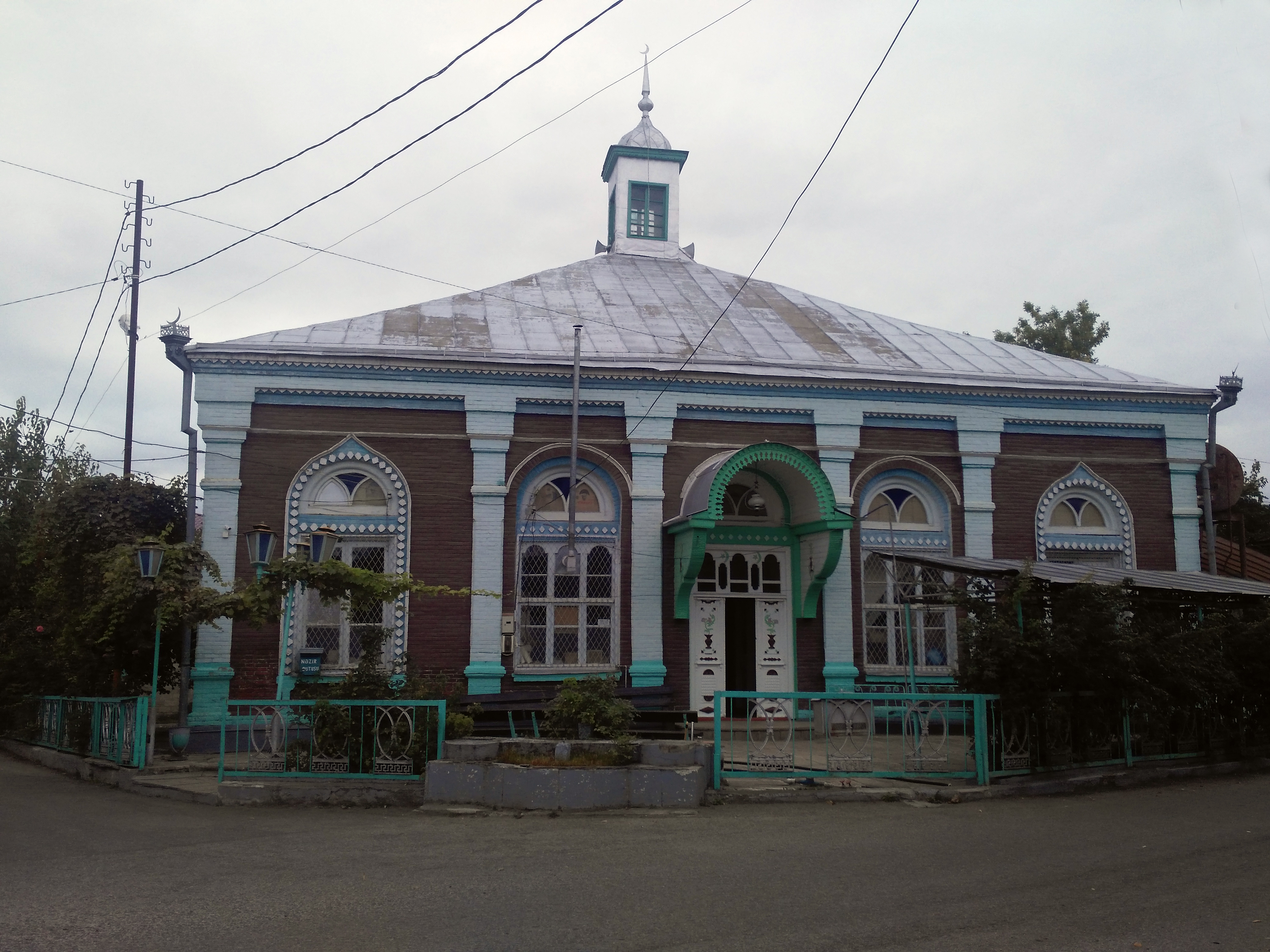
Мечеть Хаджи-Джафар

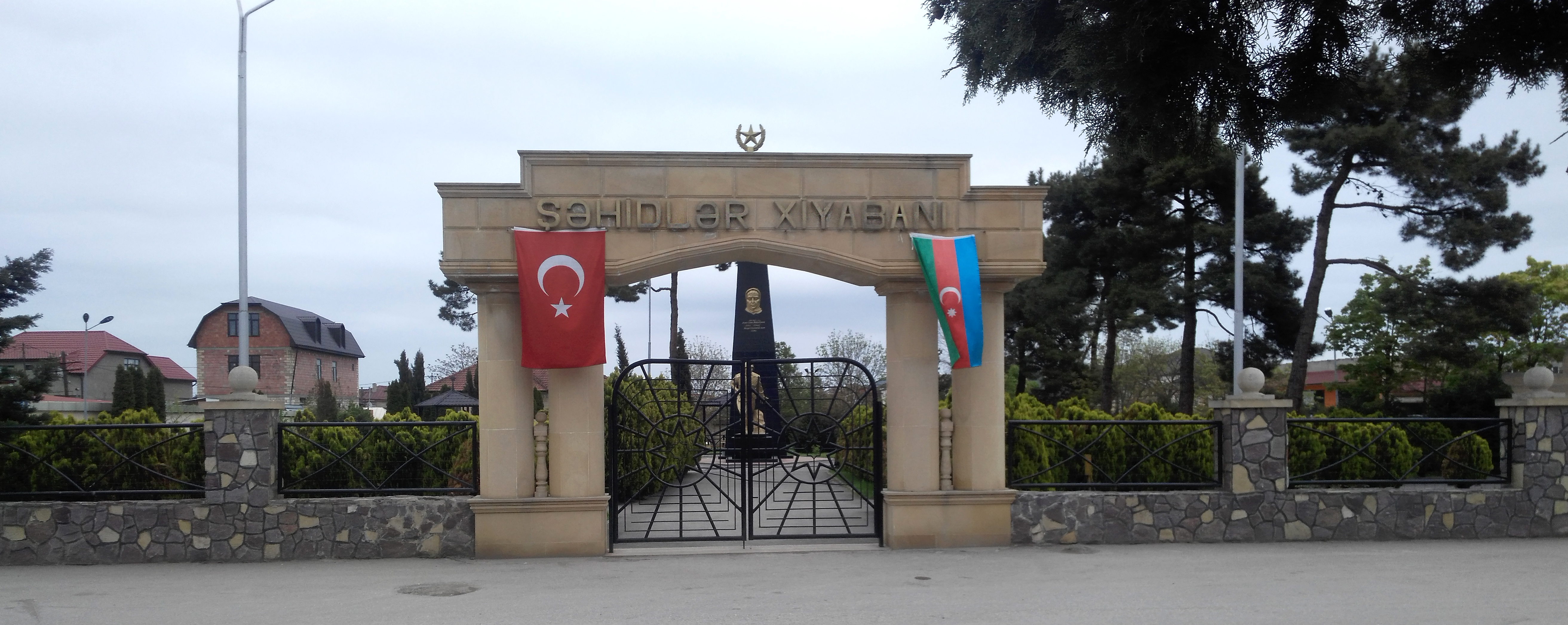
Аллея Шахидов

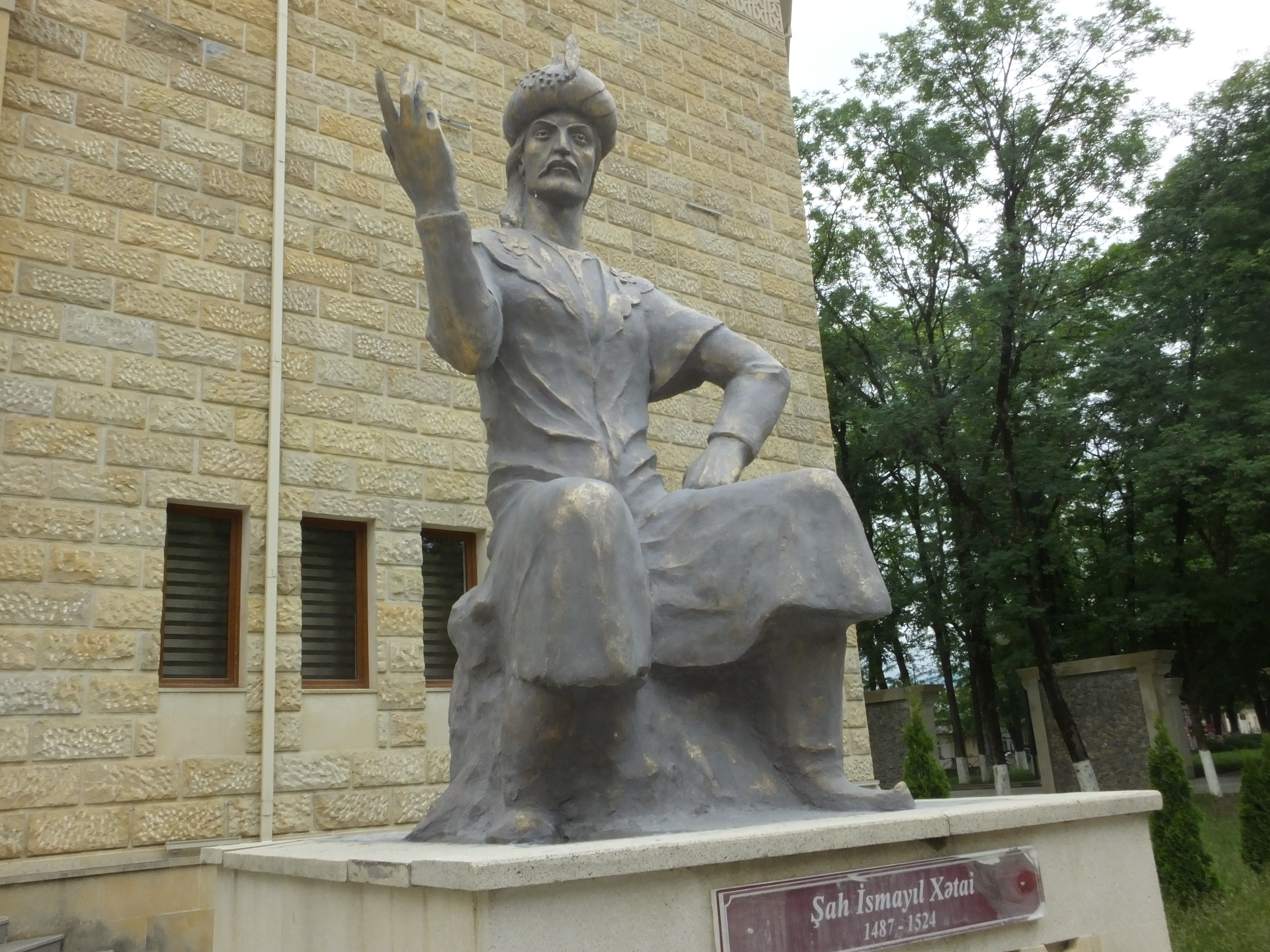
Статуя Шаха Исмаила Хатаи в городском парке

### Мечеть Ардебиль
Расположена на улице Фатали-хана. Воздвигнута в 1312 году (по календарю хиджры). Построена полностью из красного жжёного кирпича. Во времена Надир-шаха на месте современной мечети была другая с караван-сараем. Обычно в ней молились паломники. Тогда же в Губу были переселены 40 ардебильских семей, которые основали квартал Ардебиль в городе. Согласно историческим сведениям, они были выходцами  из шахсевен (этнографическая группа азербайджанцев).
В советское время мечеть использовалась как общежитие и под другие посторонние нужды. В 1966 году сильно пострадала от пожара и находилась в плохом состоянии до 1988 года. В 1989 году после реставрации мечеть была передана верующим для богослужений.

### Мечеть Хаджи-Джафар
Находится на Ардебильской улице. Воздвигнута в 1905 году. Названа в честь основателя Хаджи-Джафара. Также именуется «Мечеть Хаджибаба» по имени местного ахунда, который предотвратил её разрушение дашнакскими отрядами и спас укрывшихся в мечети людей во время резни в 1918 году. Известными ахундами мечети являлись: Ахунд Кербалаи Хамдулла (убит вместе с семьёй в 1947 году) и также Мирза Мухаммед Керим и Кербалаи Мирсамедага, бывший ахундом до 1980 года.

### Аг-мечеть
В отличие от других мечетей Губы возведена уже в годы независимости Азербайджана. Построена с помощью и по инициативе местных жителей. Именуется аг (белая) из-за использованных в постройке мечети стройматериалов белого цвета. Здание мечети состоит из трех этажей, первый используется для различных общественных мероприятий, второй как мечеть, а третий для молитв женщин.

### Чухур Хамам
Чухур хамам — баня, построенная в XVIII веке. Хамам уникален благодаря своему кирпичному куполу, имеющему форму улья. Здание бани было построено из красного кирпича.  Большой купол позволяет поддерживать правильную температуру и влажность внутри здания, имеющего четырёхугольную форму и состоящего из 6 комнат, с 2 дверьми и 6 окнами. Вода подавалась из колодца под ванной или из городских водопроводов. В своё время Александр Дюма купался в этой бане во время своего пребывания в Губе. 150 лет спустя его правнук посетил эти места. Баня была основным местом отдыха для людей в Губе и использовалась по назначению до 1985 года.

### Дом-музей Аббаскули Бакиханова
Музей местной истории имени Аббаскули Бакиханова был основан в 1943 году в Губе. Музей был открыт в здании, расположенном по улице Ардебиль, в котором сам Бакиханов жил в то время. Здание построено в XIX веке. На территории музея насчитывается более 10 тысяч экспонатов, что составляет 742 кв. м. Ежегодно этот музей посещают более 3000 человек.

### Аллея Шахидов
На Аллее Шахидов в городе Губа похоронены военнослужащие азербайджанской армии, павшие в Карабахской войне. Действует памятный музей. Первым похороненным на аллее стал участник Первой карабахской войны уроженец города Губа Гаджибаба Мамедтагы оглы Алиев (1959-1992). Улица, на которой он жил, и первая городская средняя школа носят его имя.

### Гудиалчайский мост  «Таглы кёрпю»
Гудиалчайский мост — это единственный оставшийся мост, из существовавших в Губинском уезде в XVII—XIX вв. Мост был построен в 1894 году по проекту Александра III. 14 его пролётов общей длиной 275 метров и шириной 8 метров сделаны из обожжённого кирпича. Эта конструкция позволяет мосту оставаться неповреждённым даже во время сильных селей и наводнений. Мост недавно был восстановлен и защищён государством как памятник архитектуры. Это единственный мост с такой структурой в Азербайджане. «Таглы кёрпю» соединяет город Губу с посёлком Красная Слобода.

### Парк Низами
Основан в 1946 году. Является старейшим парком города. По некоторым сведениям построен военнопленными немцами. Спуск из парка, украшенный скульптурами ведёт к мосту через реку Гудиалчай.

## Города-побратимы
- Эрзинь[75]
- Маалот-Таршиха[76]
- Кант[77]

## Галерея

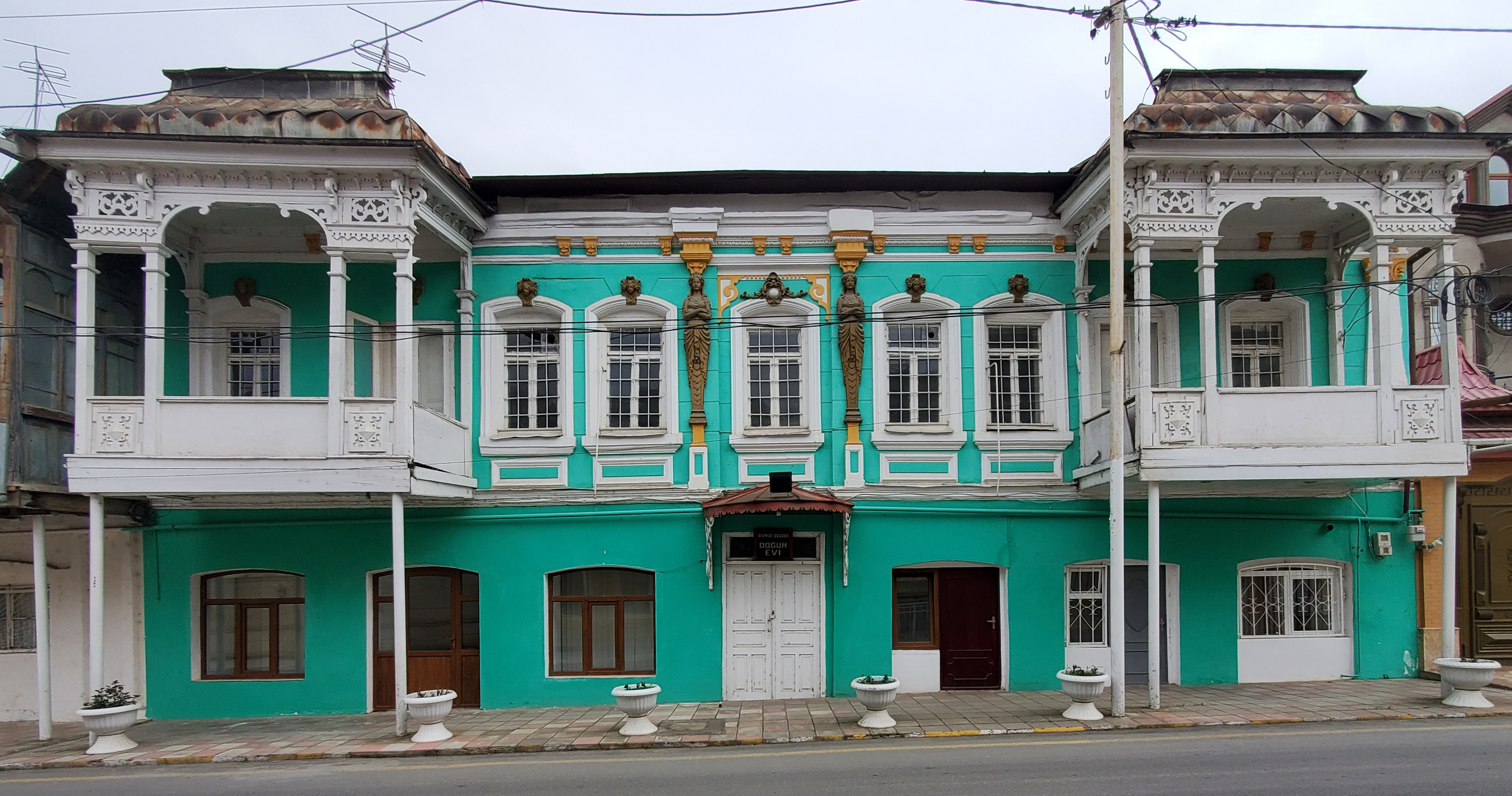
Исторический дом в Губе
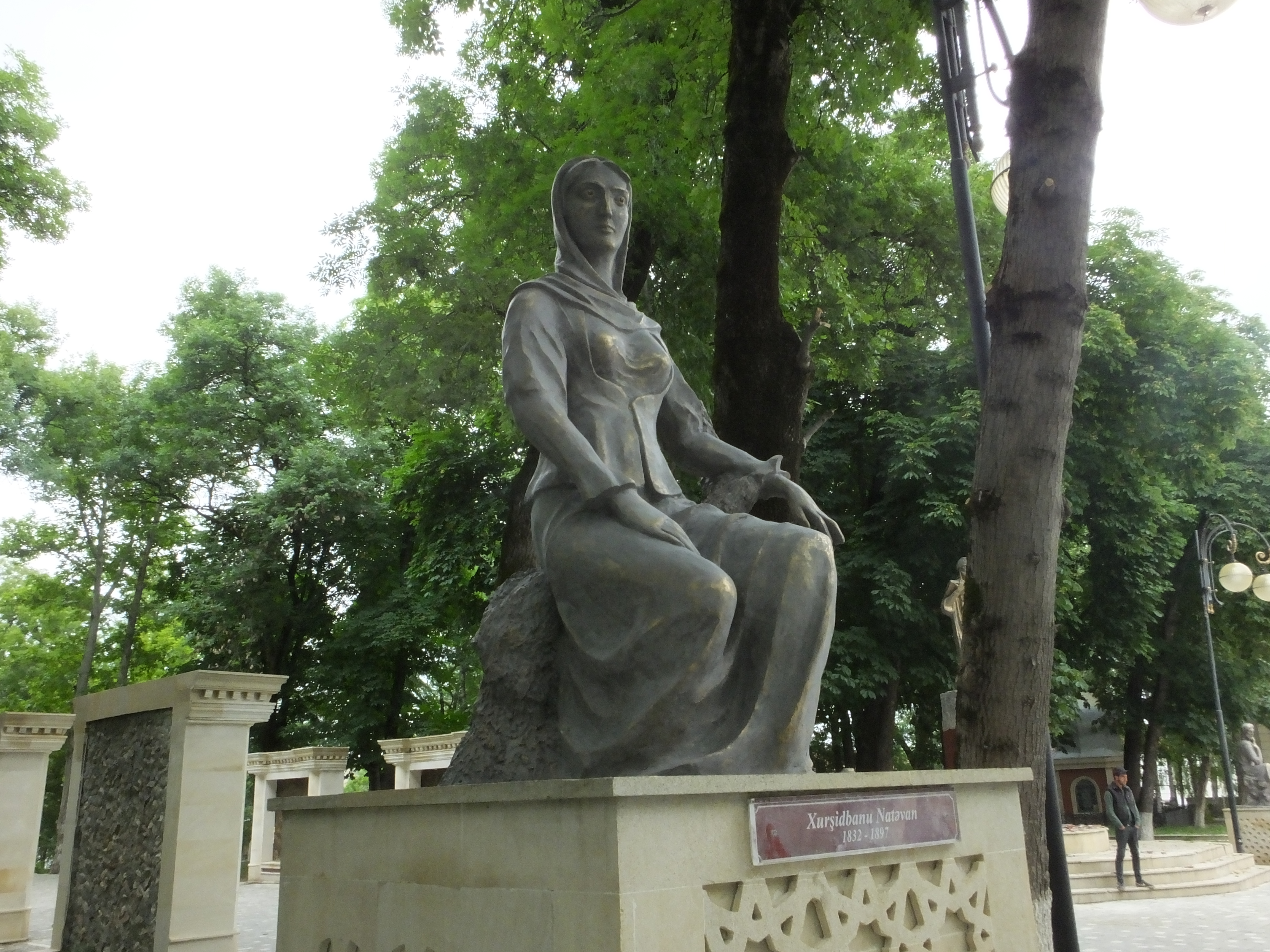
Статуя Хуршидбану Натаван
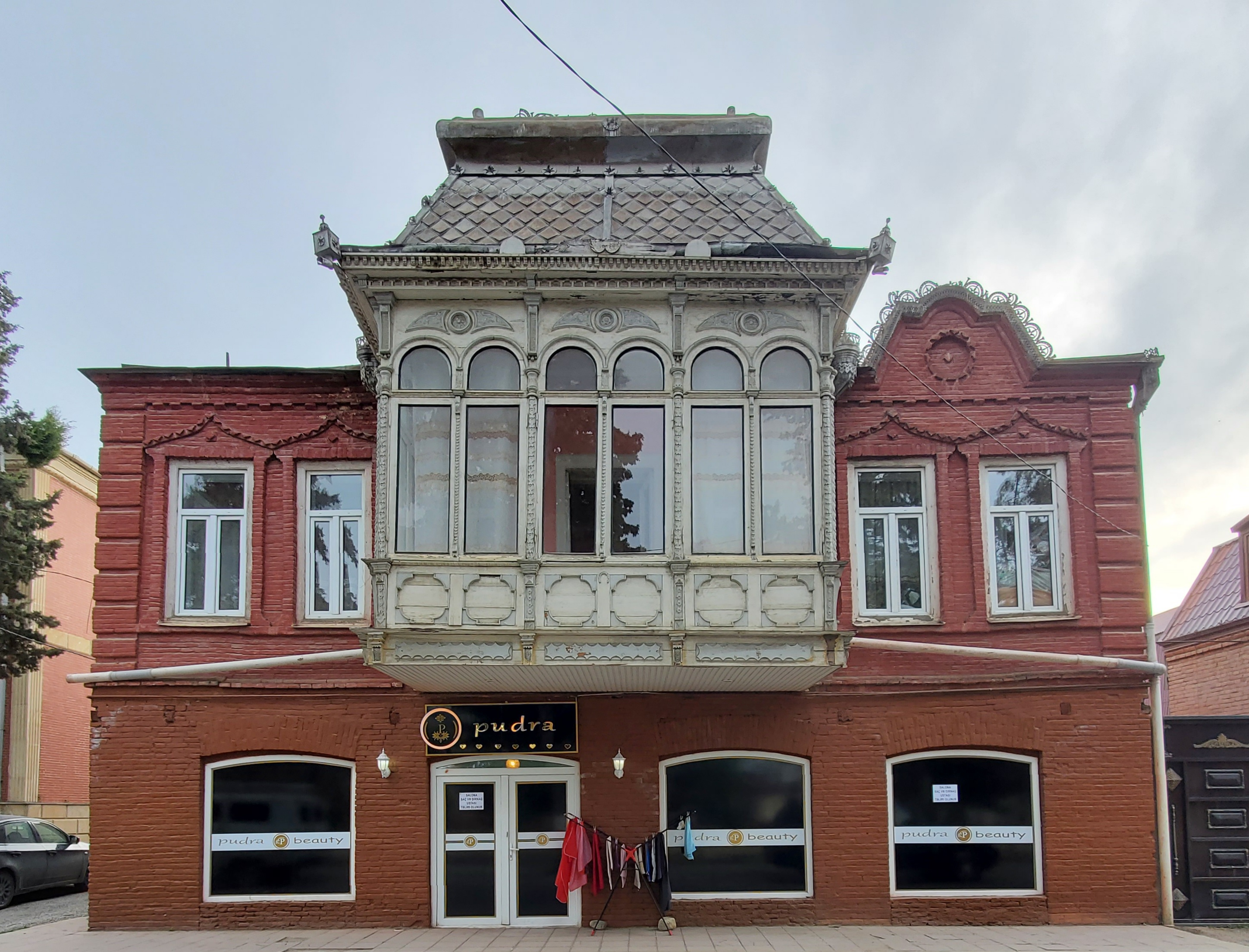
Исторический дом в Губе
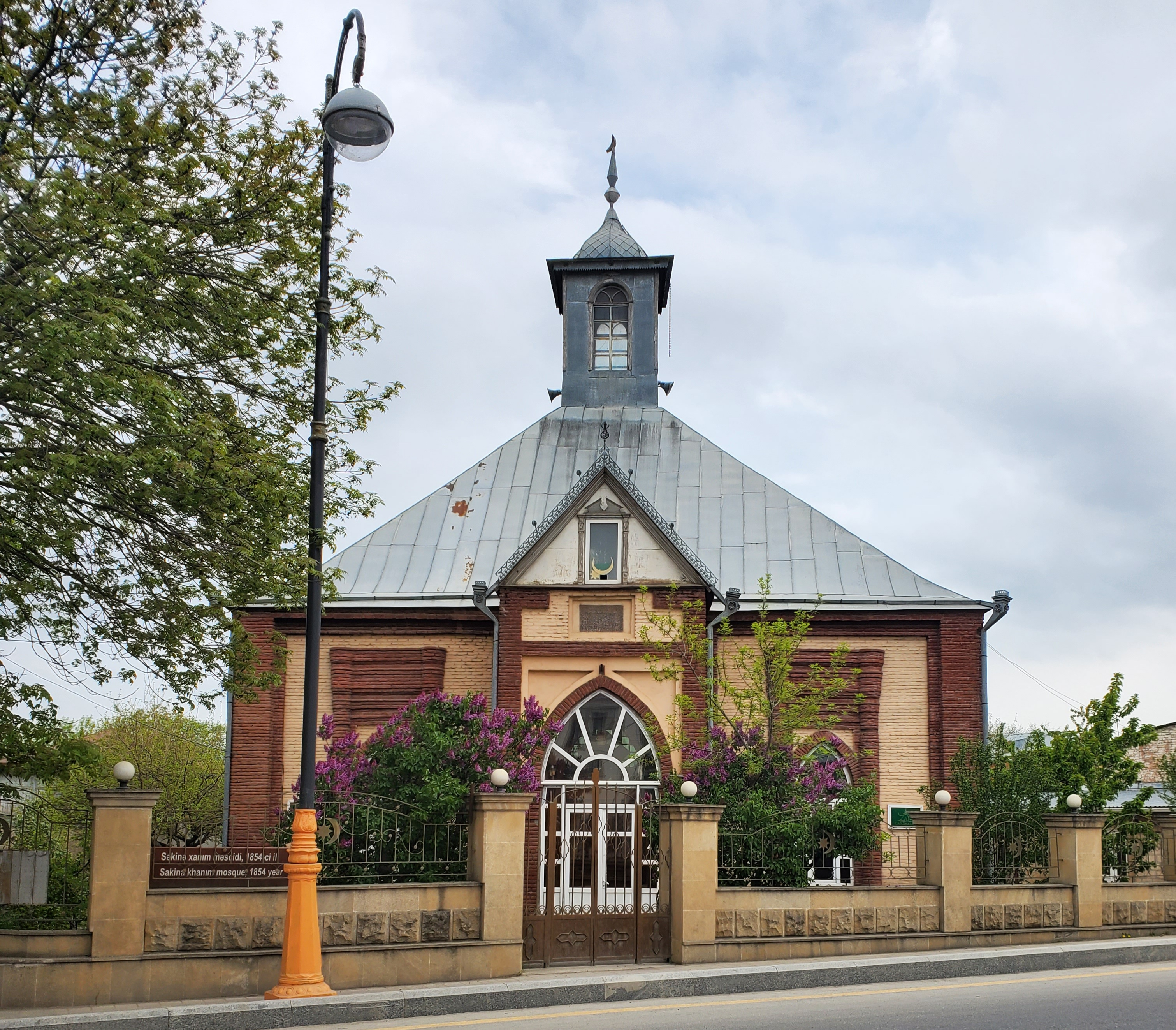
Мечеть Сакина ханум
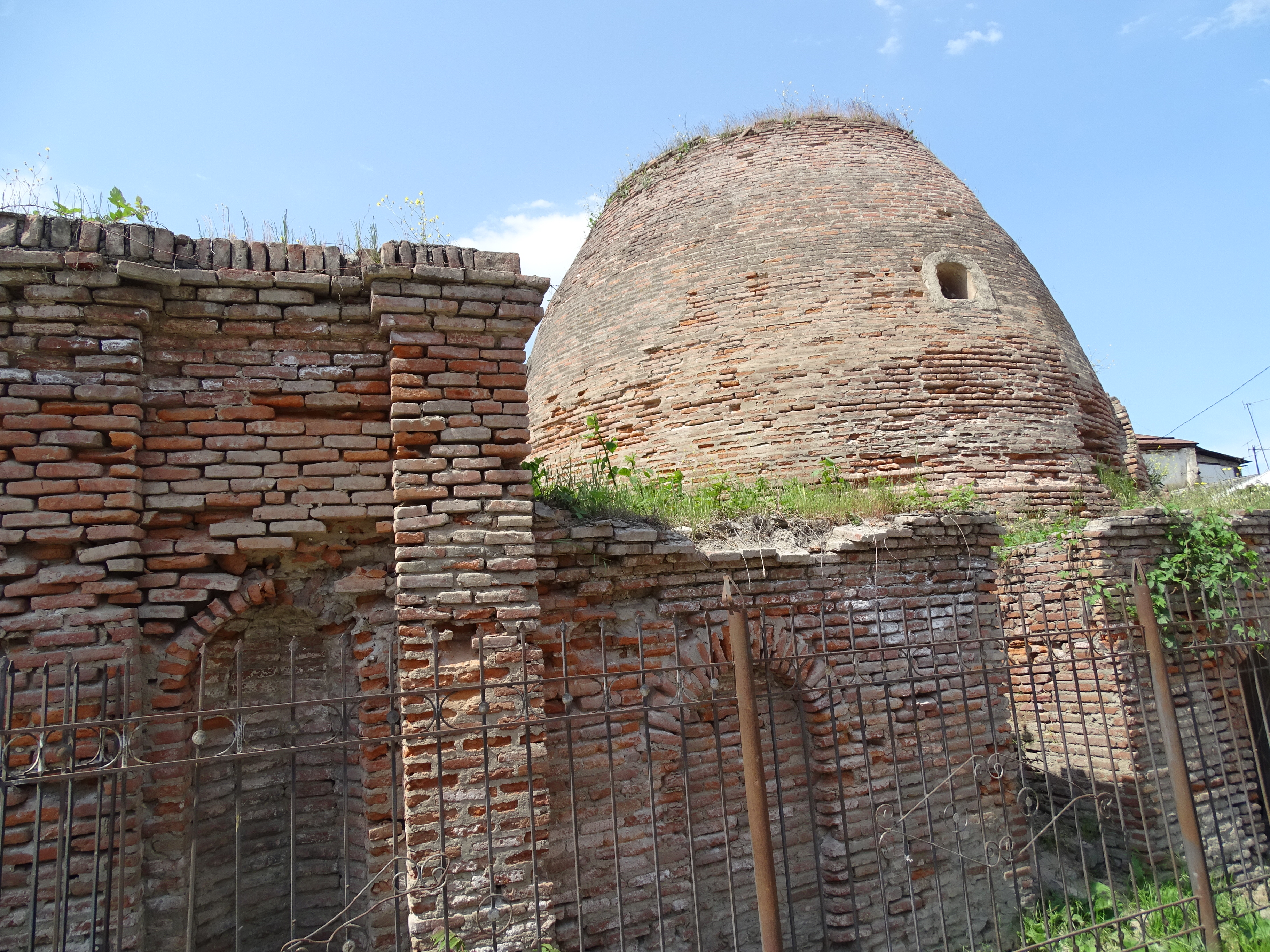
Историческая баня в Губе